# Hirschberg- und Tiefenbachwiesen
Hirschberg- und Tiefenbachwiesen este o arie protejată (arie specială de conservare — SAC, sit de importanță comunitară — SCI) din Germania întinsă pe o suprafață de 141,59 ha, integral pe uscat.

## Localizare
Centrul sitului Hirschberg- und Tiefenbachwiesen este situat la coordonatele 51°14′37″N 9°44′20″E / 51.2436°N 9.7389°E.

## Înființare
Situl Hirschberg- und Tiefenbachwiesen a fost declarat sit de importanță comunitară în iulie 2001 pentru a proteja 5 specii de animale. Situl a fost protejat și ca arie specială de conservare în martie 2008.

## Biodiversitate
Situată în ecoregiunea continentală, aria protejată conține 7 habitate naturale: Pajiști uscate europene, Formațiuni ierboase bogate în specii de Nardus, dezvoltate pe substraturi silicioase în zone montane (și în zone submontane, în Europa continentală), Fânețe de joasă altitudine (Alopecurus pratensis, Sanguisorba officinalis), Fânețe montane, Mlaștini alcaline, Păduri de fag Luzulo-Fagetum, Păduri aluvionare cu Alnus glutinosa și Fraxinus excelsior (Alno-Padion, Alnion incanae, Salicion albae).
La baza desemnării sitului se află mai multe specii protejate:
- păsări (4): ciocârlie-de-câmp (Alauda arvensis), fâsă de pădure (Anthus trivialis), sfrâncioc roșiatic (Lanius collurio), silvie de câmp (Sylvia communis)
- nevertebrate (1): phengaris nausithous (Maculinea nausithous)

Pe lângă speciile protejate, pe teritoriul sitului au mai fost identificate 6 specii de plante, 13 specii de nevertebrate, 1 specie de reptile.